# Marby, Ardennes
För andra betydelser, se Marby.
Marby är en kommun i departementet Ardennes i regionen Grand Est (tidigare regionen Champagne-Ardenne) i nordöstra Frankrike. Kommunen ligger  i kantonen Rumigny som ligger i arrondissementet Charleville-Mézières. År 2022 hade Marby 79 invånare.

## Befolkningsutveckling
Antalet invånare i kommunen Marby
Referens: INSEE